# Фарина, Эми
Эми Фарина - музыкант, живет в Вашингтоне, округ Колумбия. Начиная с 2001 года Фарина играет на барабанах и поет в Инди-рок дуэте The Evens, в котором также играет ее супруг Иэн Маккей. До этого она работала с такими группами как The Warmers (в состав которых входил младший брат Иэна Алек Маккей), Mister Candy Eater, Ted Leo & the Pharmacists и Лоис Маффео. 24 мая 2008 года у Эми и Маккея родился их первый ребенок, Кармин Фрэнсис Фарина Маккей. Эми является сестрой Джеффа Фарины из группы Karate.

## Список литературы
1. ↑  Joe Heim (9 марта 2005). The Evens: Ian MacKaye's Post-Punk Passion (washingtonpost.com). The Washington Post. Архивировано 8 июля 2008. Дата обращения: 8 июля 2008.
2. ↑  Richard Harrington (29 июня 2007). With the Evens, MacKaye Keeps It Simple - washingtonpost.com. The Washington Post. Архивировано 8 июля 2008. Дата обращения: 8 июля 2008.
3. ↑  Mark Jenkins (11 марта 2005). THE EVENS "The Evens" Dischord. The Washington Post. Архивировано 8 июля 2008. Дата обращения: 8 июля 2008. {{cite news}}: Указан более чем один параметр |author= and |last= (справка)
4. ↑  Hani Shabsigh; Hani Shabsigh. Featured Events - Calendar (22 октября 2004). Дата обращения: 8 июля 2008. Архивировано 8 июля 2008 года.
5. ↑  Karate's Geoff Farina returns with Glorytellers | Music Features | Pittsburgh | Pittsburgh City Paper. Дата обращения: 8 марта 2018. Архивировано 10 августа 2017 года.

## Внешние ссылки
- Официальный сайт The Evens